# Zbroje (rejon złoczowski)
Zbroje (ukr. Збруї) – wieś na Ukrainie w rejonie złoczowskim obwodu lwowskiego.

## Historia
Dawniej część wsi Monastyrek.
Do 2020 w rejonie brodzkim. 